# La pelle
La pelle is een Italiaans-Franse film van Liliana Cavani die werd uitgebracht in 1981.
Het scenario is gebaseerd op de gelijknamige roman (1949) van Curzio Malaparte.

## Verhaal
Na de geslaagde Landing op Sicilië trekt de geallieerde troepenmacht verder Italië binnen. Het hoofdpersonage, de verbindingsofficier Curzio Malaparte, maakt aan het begin van de Italiaanse Veldtocht de bevrijding van Napels door de Amerikanen mee. Hij speelt tolk tussen hen en de plaatselijke bevolking.
Voor de inwoners wordt het leven onder de bevrijders niet veel beter dan onder het fascistisch bewind. De honger en de ellende, veroorzaakt door de oorlogswaanzin, blijft bestaan en maakt dat alles te koop is. De Napolitanen schuiven hun waardigheid en hun morele principes opzij om te kunnen overleven. De zwarte markt tiert welig, de prostitutie grijpt om zich heen. 

## Rolverdeling
| Acteur               | Personage                                |
| -------------------- | ---------------------------------------- |
| Marcello Mastroianni | Curzio Malaparte, de verbindingsofficier |
| Burt Lancaster       | generaal Mark Wayne Clark                |
| Claudia Cardinale    | prinses Consuelo Caracciolo              |
| Ken Marshall         | luitenant Jimmy Wren                     |
| Jacques Sernas       | generaal Guillaume                       |
| Carlo Giuffré        | Eduardo Mazzullo                         |
| Jeanne Valérie       | de prinses op Capri                      |